# Rugjer Josip Bošković

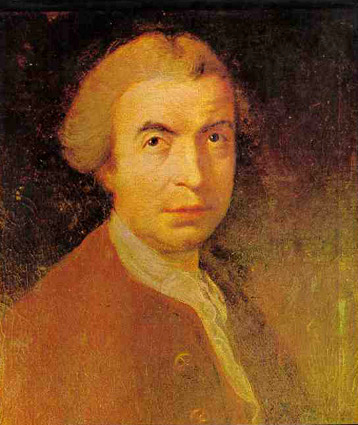
Rudjer Josip Bošković, Gemälde von Robert Edge Pine, 1760

Rugjer Josip Bošković (* 18. Mai 1711 in Ragusa, Republik Ragusa; † 12. Februar 1787 in Mailand, Herzogtum Mailand) war ein jesuitischer Priester und Mathematiker, der in der Astronomie, Naturphilosophie und Dichtkunst sowie als Techniker und Geodät tätig war.
Bošković zählt zu den letzten Universalgelehrten. Den Großteil seines Lebens verbrachte er in Italien. Als Wissenschaftler und Berater war er auch im Kirchenstaat, in Österreich und Frankreich tätig, sowie im Diplomatischen Dienst und als Lyriker.
Sein Name ist mit wichtigen Fortschritten in der Geodäsie, der Ausgleichungsrechnung und der Naturphilosophie verknüpft, sowie mit den Anfängen der Atomphysik. Auch als Gutachter bei gefährdeten Monumentalbauten hat er sich verdient gemacht.

## Leben
Seine Eltern waren Nikola Bošković, ein Kaufmann serbisch-orthodoxer Abstammung aus dem Ort Orahov Do in der Herzegowina und Paola Bettera, eine Dubrovnikerin romanischer Abstammung.
Er absolvierte seine ersten Studien am Jesuitenkolleg Collegium Ragusinum seiner Heimatstadt, wo er bald durch seine hohe Begabung in Wissenschaften und Sprachen auffiel. Während seiner Zeit dort amtierten von 1719 bis 1721 Cristoforo Storani (1682–1733) und ab 1722 Simone Capitozzi (1670–1753) als Rektoren.
Mit 14 Jahren wurde er zum Weiterstudium nach Rom gesandt, wo er später in den Jesuitenorden eintrat. Am Collegium Romanum erhielt er eine fundierte Ausbildung in Naturwissenschaften, Philosophie und Theologie.
Die nächsten drei Jahrzehnte lebte er hauptsächlich in Rom, wo er 1744 zum Priester geweiht wurde. Im selben Jahr berief man ihn als Hochschulprofessor für Mathematik an das Collegium Romanum.
Zwischen 1750 und 1753 leitete er im Auftrag des Papsts Benedikt XIV. die Gradmessung von Rom nach Rimini, wo ein etwa 200 Kilometer langer Meridianbogen zur Bestimmung des regionalen Erdradius angelegt und astrogeodätisch vermessen wurde. Bošković’ Kontakte zur Landesvermessung der damaligen Großmächte Österreich und Frankreich veranlassten ihn zur Suche nach Methoden der Ausgleichsrechnung, um aus mehreren – leicht widersprüchlichen – Gradmessungen die Parameter der Erdfigur abzuleiten.
1756 führte ihn seine erste diplomatische Reise ins Lucca und nach Wien. Drei Jahre später verließ er Rom und reiste nach Paris, ein Jahr später nach London, Flandern und Deutschland. Andere Reisen führten ihn nach Polen und Warschau sowie in die osmanische Hauptstadt Konstantinopel.
1763 trat er eine Professur an der Universität Pavia an, wechselte aber bald nach Paris und lehrte später in Mailand. Am Palazzo di Brera war er für die Einrichtung des Osservatorio Astronomico di Brera verantwortlich. Zu seinen speziellen Forschungsthemen gehörte die Optik, ferner die Sonnenphysik und die Bestimmung der Sonnenrotation mittels Beobachtung von Sonnenflecken.
In den folgenden Jahren war Bošković’ diplomatisches Geschick erneut gefragt, als sich die Aufhebung des Jesuitenordens abzeichnete. Nach diesen Wirren wurde er 1773 in Frankreichs Marine zum „Direktor der Optik“. Der König stattete ihn mit einem Salär von 8.000 Livres aus. Bald wurde er jedoch – im Zuge der Jesuitenverfolgung – von d’Alembert und anderen französischen Gelehrten angefeindet, so dass er sein Amt niederlegte und sich nach Bassano wandte, wo er die Ausgabe seiner Werke besorgte.
Schließlich kehrte er im 72. Lebensjahr nach Mailand zurück, wo er fünf Jahre später in geistiger Verwirrung starb.

## Forschungen in Physik und Astronomie

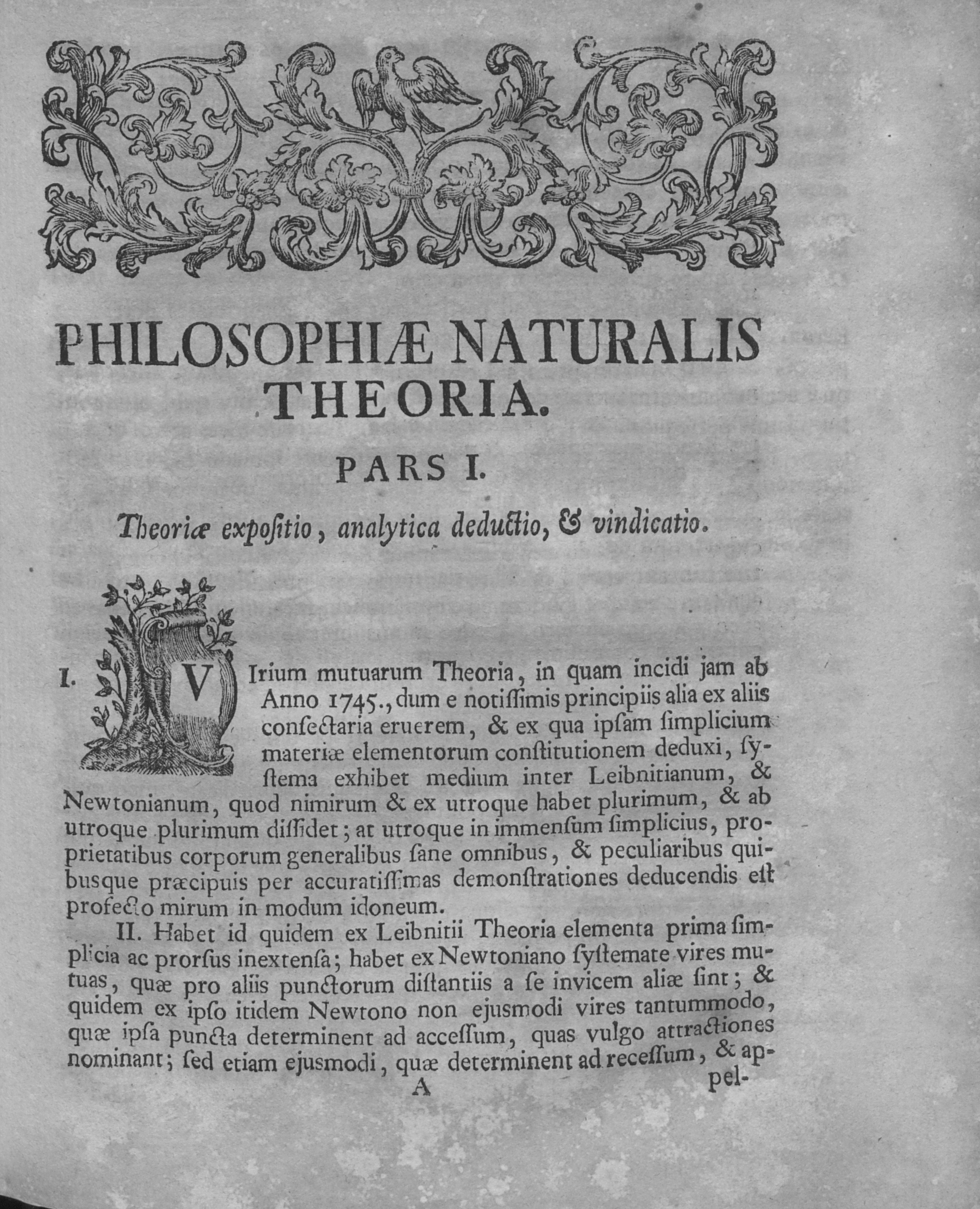
Philosophiae naturalis theoria, 1758

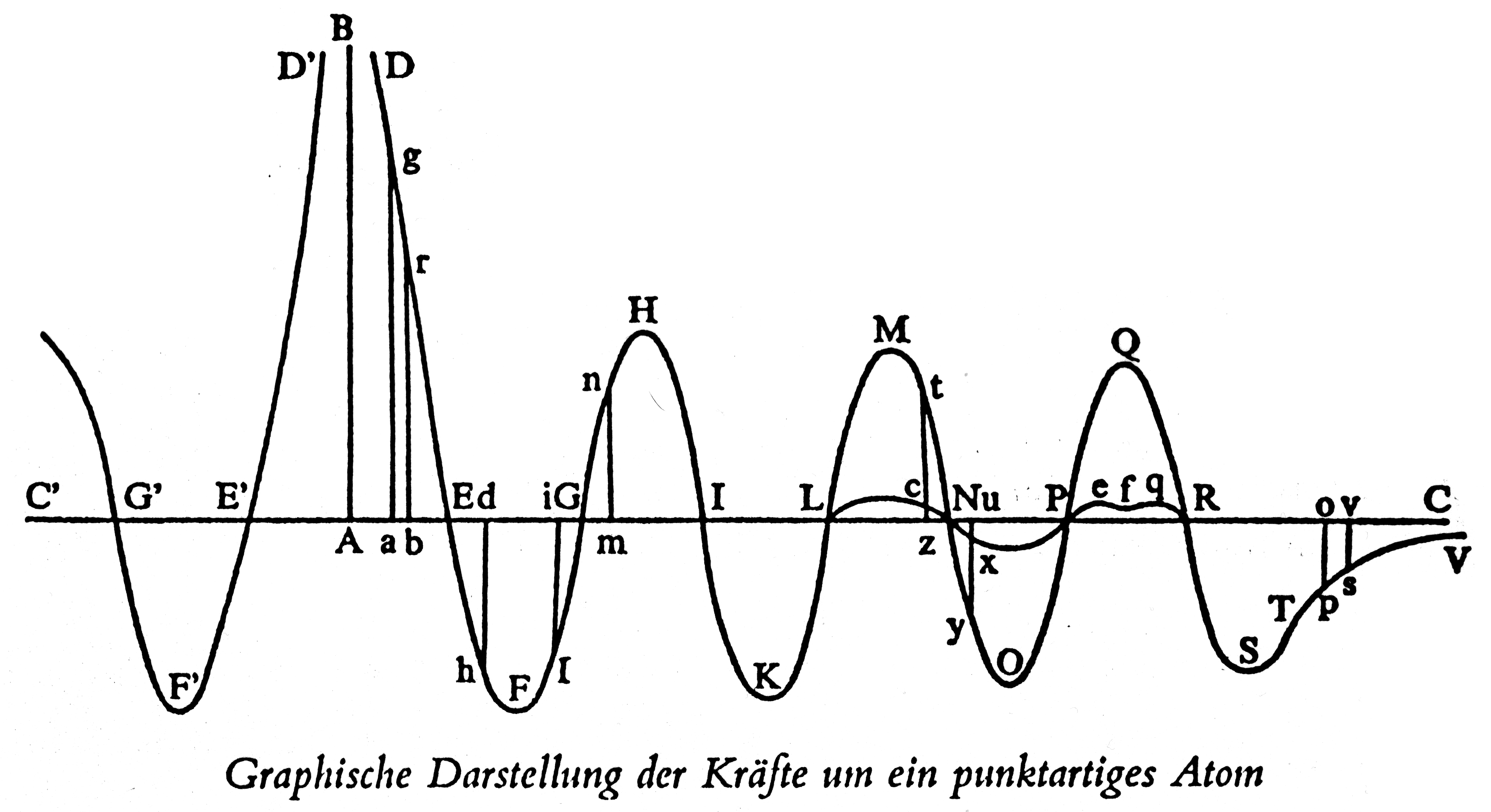
Grafische Darstellung der Kräfte um ein punktartiges Atom

Seine dynamische Atomistik ist ein präzise formuliertes System, welches auf der Newtonschen Mechanik aufbaut. Auch in anderem Zusammenhang faszinierte Bošković die gedankliche Vorstellung von Massenpunkten – er führte sie als Bestandteil mathematischer Modelle systematisch in die Physik ein.

### Beiträge zu Astronomie, Geodäsie und Technik
Bošković leistete wichtige Beiträge zur Astronomie. Darunter war ein Verfahren zur Berechnung der Umlaufbahn eines Planeten aus drei gemessenen Positionen am Sternenhimmel, und das erste geometrische Verfahren zur Berechnung des Äquators eines rotierenden Himmelskörpers aus drei Beobachtungen seiner Oberflächenform. Auch bestimmte er die „Rotationselemente“ der Sonne aus Beobachtungen von Sonnenflecken.
Für eine ähnliche Aufgabenstellung bei der oben erwähnten Gradmessung von 1750 bis 1753 entwickelte er eine Rechenmethode zur Ausgleichung der auftretenden kleinen Widersprüche, indem er die Absolutsumme der Residuen (verbleibende Restfehler) minimierte. Bei Carl Friedrich Gauß finden sich Notizen über Bošković’ Arbeiten zur „Bahnbestimmung der Himmelskörper“ und zur Lotabweichung, die später für Asteroiden wie Ceres und für die Hannover’sche Landesvermessung nützlich waren.

### Baustatik
Die zwei bekanntesten Fälle sind der Petersdom (1742) und die Wiener Hofbibliothek (1763). Zu letzterer hatte Kaiserin Maria Theresia den als Gesandten von Lucca am Wiener Hof weilenden Gelehrten ersucht, den Architekten Nikolaus Pacassi bei der Rettung der vom Einsturz bedrohten Kuppel des Prunksaales zu unterstützen.
Seine Bekanntheit als Bauingenieur verdankt Bošković einem theoretisch und praktisch gut fundierten Gutachten zum Petersdom in Rom aus dem Jahr 1742, das er mit den Franziskanerpatres und Mathematik-Professoren Thomas Le Seur und François Jacquier erstellte. Es gilt als erste bekannte statische Berechnung und wurde (von Hans Straub) als „Geburtsstunde des Bauingenieurswesens“ bezeichnet. In dieser weltweit höchsten Kuppel hatten sich deutliche Risse gezeigt; es sollten ihre Ursachen ergründet und Vorschläge zur Behebung der Schäden erarbeitet werden. Zur Theorie der Vorgänge war der „mathematische Physiker“ speziell gefragt. In der Einleitung zu ihrem Gutachten schrieben sie:

„Wir sind vielleicht verpflichtet, uns zu entschuldigen bei den vielen, die nicht nur die Praxis der Theorie vorziehen, sondern die erste allein für angebracht und notwendig halten, die zweite dagegen vielleicht sogar für schädlich.“

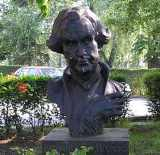
Büste Boškovićs in der gleichnamigen technischen Schule in Zagreb

### Gedichte
Sein Lehrgedicht De solis ac lunae defectibus, an dem er viele Jahre gearbeitet hatte, wurde 1760 veröffentlicht. Zum 1747 veröffentlichten Gedicht De iride et aurora boreali carmina seines Lehrers Carlo Noceti (1694–1759) über das Nordlicht verfasste Bošković Anmerkungen. Ebenfalls kommentierte er 1755 das fast 24.000 Hexameter umfassende Lehrgedicht Philosophiae recentioris von Benedetto Stay (1714–1801), das sich auf Isaac Newtons wissenschaftliche und philosophischen Ansichten bezog.

## Ehrungen
Seit 1748 war Bošković korrespondierendes Mitglied der Académie des sciences. 1760 wurde er als Ehrenmitglied in die Russische Akademie der Wissenschaften in St. Petersburg aufgenommen. Am 15. Januar 1761 wurde Bošković als Mitglied („Fellow“) in die Royal Society gewählt. Ebenfalls 1761 wurde er assoziiertes Auslandsmitglied der Société Royale des Sciences et Belles-Lettres de Nancy. Am 25. Juli 1783 wurde Bošković als ausländisches Mitglied der Accademia delle Scienze di Torino aufgenommen.
Der Mondkrater Boscovich und der Asteroid (14361) Boscovich sind nach ihm benannt.
Das Institut Ruđer Bošković wurde 1951 nach ihm benannt. Der Flughafen Dubrovnik trägt seit 2023 den Beinamen „Ruđer Bošković“.
Anlässlich seines 200. Todestages erschien in Jugoslawien eine Sondermarke (Michelnummer 2210).

## Schriften (Auswahl)
- De maculis solaribus. Rom 1736 (Digitalisat) - über Sonnenflecke.
- De Mercurii novissimo infra solem transitu. Rom 1737 (Digitalisat) - über einen Merkurtransit.
- Trigonometriae sphaericae constructio. Rom 1737 (Digitalisat) - über sphärische Trigonometrie.
- De aurora boreali. Rom 1738 (Digitalisat) - über das Nordlicht.
- De novo telescopii usu ad objecta caelestia determinanda. Rom 1739 (Digitalisat).
- Dissertatio de telluris figura. Rom 1739 (Digitalisat).
- De circulis osculatoribus. Rom 1740 (Digitalisat).
- De motu corporum projectorum in spatio non resistente. Rom 1740 (Digitalisat).
- De inaequalitate gravitatis in diversis terrae locis. Rom 1741 (Digitalisat).
- De natura, & usu infinitorum, & infinite parvorum. Rom 1741 (Digitalisat).
- De annuis fixarum aberrationibus. Rom 1742 (Digitalisat).
- De observationibus astronomicis, et quo pertingat earundem certitudo. Rom 1742 (Digitalisat).
- Parere di tre matemattici sopra i danni, che si sono trovati nella cupola di S. Pietro sul fine dell’Anno MDCCXLII, dato per ordine di Nostro Signore Papa Benedetto XIV. Rom 1742 (Digitalisat).
- De motu corporis attracti in centrum immobile viribus decrescentibus in ratione distantiarum reciproca duplicata in spatiis non resistentibus. Rom 1743 (Digitalisat).
- Nova methodus adhibendi phasium observationes in eclipsibus lunaribus ad exercendam geometriam, et promovendam astronomiam. Rom 1744 (Digitalisat).
- De viribus vivis. Rom 1745 (Digitalisat).
- De cometis. Rom 1746 (Digitalisat).
- De aestu maris. Rom 1747 (Digitalisat).
- Dissertazione della tenuità della luce solare. Rom 1747.
- De lumine pars prima. Rom 1748 (Digitalisat).
- De lumine pars secunda. Rom 1748 (Digitalisat).
- De determinanda orbita planetae ope catoptricae ex datis vi, celeritate, & directione motus in dato puncto. Rom 1749 (Digitalisat).
- Sopra il turbine, che la notte tra gli XI, e XII giugno del MDCCXLIX daneggiò una gran parte di Roma. Rom 1749 (Digitalisat).
- De lunae atmosphaera. Rom 1753 (Digitalisat).
- De continuitatis lege et ejus consectariis pertinentibus ad prima materiae elementa eorumque vires. Rom 1754 (Digitalisat).
- Elementorum universae matheseos. 3 Bände, Rome 1754 (Band 1, Band 2, Band 3).
  - Venedig 1787, 3 Bände (Band 1, Band 2, Band 3).
- De lege virium in natura existentium. Rom 1755 (Digitalisat).
- De litteraria expeditione per pontificiam ditionem ad dimetiendos duos meridiani gradus et corrigendam mappam geographicam, jussu, et auspiciis Benedicti XIV. Pont. Max. Rom 1755 (Digitalisat).
  - Voyage astronomique et géographique dans l’état de l’Église, entrepris par l’ordre et sous les auspices du Pape Benoît XIV, pour mesurer deux degrés du méridien et corriger la carte de l’état ecclésiastique. N. M. Tilliar, Paris 1770 (Digitalisat).
- De inaequalitatibus, quas Saturnus et Jupiter sibi mutuo videntur inducere, praesertim circa tempus conjunctionis. Rom 1756 (Digitalisat).
- Theoria philosophiae naturalis redacta ad unicam legem virium in natura existentium. Wien 1759 (Digitalisat).
  - 2. Auflage, Venedig 1763 (Digitalisat).
- De solis ac lunae defectibus libri V. London 1760 (Digitalisat) – Lehrgedicht.
  - Les éclipses, poëme en six chants. Paris 1779 (Digitalisat) – übersetzt von Augustin Barruel.
- Journal d’un voyage de Constantinople en Pologne, fait a la suite de son Excellence Mr. Jaq. Porter, Ambassadeur d’Angleterre. Lausanne 1772 (Digitalisat).
  - Reise von Constantinopel durch Romanien, Bulgarien und die Moldau nach Lemberg in Pohlen. Johann Gottlob Immanuel Breitkopf, Leipzig 1779 (Digitalisat).
  - Giornale d’un viaggio da Constantinopli in Polnia. Con una sua relazione della rovine de Troja. Bassano 1784 (Digitalisat).